# Helictes fabularis
Helictes fabularis là một loài tò vò trong họ Ichneumonidae.